# Alonso Cano

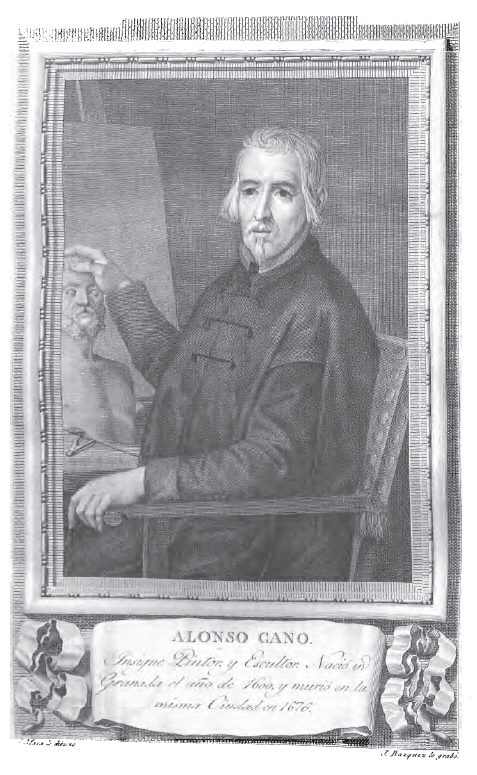
José Vázquez (Stecher), José Maea (Zeichnung), Alonso Cano, aus dem Buch Retratos de Españoles ilustres, 1796.

Alonso Cano (getauft am 19. Februar 1601 in Granada; † 3. September 1667 ebenda) war ein spanischer Maler, Bildhauer und Architekt, der als Begründer der „Escuela granadina de pintura“, der Granadinischen Malerei, gilt.

## Leben und Wirken
Cano war ein Sohn des spanischen Kunstschreiners Miguel Cano und dessen Frau Maria de Almansa. Seine Eltern stammten beide aus der Mancha, der Vater kam aus Almodóvar del Campo und war nachweislich von 1587 (Taufe des ältesten Sohnes) bis 1615 in Granada tätig, die Mutter kam aus Villarrobledo. Cano kam bereits in jungen Jahren mit seiner Familie nach Sevilla, wo er ein Schüler der Maler Juan del Castillo, Francisco Pacheco und Francisco de Herrera d. Ä. wurde. 1614 machte er auch die Bekanntschaft mit Diego Velázquez. Er orientierte sich in der Bildhauerkunst insbesondere an Juan Martínez Montañés, einem Meister der Estofadoskulptur. Hier in Sevilla fertigte er unter anderem Altäre in den Kirchen S. Paula und S. Alberto, sowie die Bildnisse des Johannes Baptista und Johannes Evangelista in der Universitätskirche.
Im Jahr 1630 übernahm er den von seinem Vater begonnenen großen Altaraufbau in Lebrija, den er bis 1636 fertigstellte. Er war dabei für die Architektur zuständig und fertigte die Statuen an, während die Gemälde von Pablo Legote (1598–1671) hergestellt wurden. Er verpflichtete sich am 24. September 1635 gemeinsam mit Juan del Castillo einen Altar für das Kloster S. Pablo herzustellen und übernahm gemeinsam mit Pablo Lcgote am 11. August 1637 den Auftrag für den Hochaltar für die Pfarrkirche in Campagna.

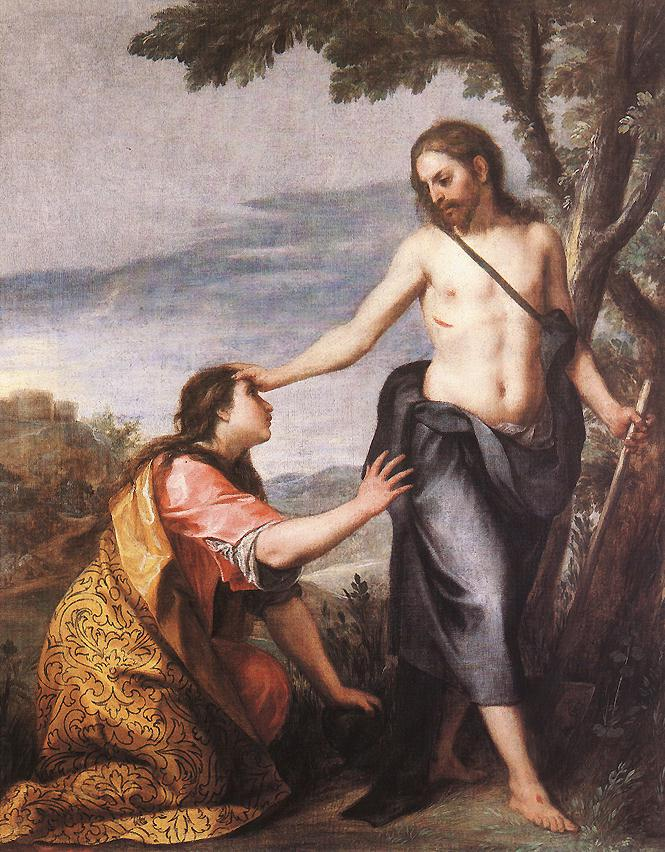
Alonso Cano, Noli me tangere, Öl auf Leinwand, 141,5 × 109,5 cm, um 1640, Szépművészeti Múzeum.

1637 musste er Sevilla verlassen, weil er den Maler Sebastián de Llanos y Valdés (um 1605–1677) bei einem Duell schwer verwundet hatte. Er begab sich nach Madrid, wo ihn Velásquez bei Hofe empfahl. So wurde Cano wurde zum Oberaufseher über alle königlichen Gebäude und zum Hofmaler des Königs Philipp IV. ernannt. Er fungierte zudem als Zeichenlehrer des Infanten Baltasar Carlos und erhielt gemeinsam mit Vicente Carducho und anderen Hofmalern den Auftrag einige Räume des Alcázar mit Gemälden auszuschmücken. Den Komödiensaal schmückte er mit Bildern, auf denen Hofnarren als gotische Könige zu sehen waren. Für die Kirchen San Isidro el Real, san Miguel und weitere wählte er religiöse Sujets.
Im Jahr 1644 musste er Madrid verlassen, da er im Verdacht stand, seine Ehefrau ermordet zu haben. Cano floh zunächst nach Valencia und suchte danach Schutz in der Kartause Porta Coeli und trat in den geistlichen Stand ein. Dort malte er Bilder für die Kartause und für die Kirchen San Juan de Ribera und S. Francisco in Valencia, anschließend kehrte er nach Madrid zurück. Hier fertigte er Entwürfe für die Kirche San Gil, das Monument der heiligen Woche und beim Einzug der Königin Marianne (15. November 1648) und ein Triumphtor im Prado. 1650 hielt er sich kurzzeitig in Toledo auf und begab sich 1652 nach Granada, wo er vom Kapitel der Kathedrale eine Pfründe erhielt und zum Racionero (geistlichen Residenten) ernannt wurde. Es kam zu Streitigkeiten zwischen ihm und der Geistlichkeit und der drohende Verlust seines Postens führte ihn 1656 wieder nach Madrid zurück, wo er bis 1660 weilte. Nachdem der Streit beigelegt worden war und Cano die niederen Weihen empfangen hatte, kam er erneut nach Granada. Am 4. Mai 1667 wurde er Oberbaumeister der dortigen Kathedrale. In den letzten Jahren hatte er sich der Fassade der der Kathedrale gewidmet, die nach seinen Plänen ausgeführt wurde.

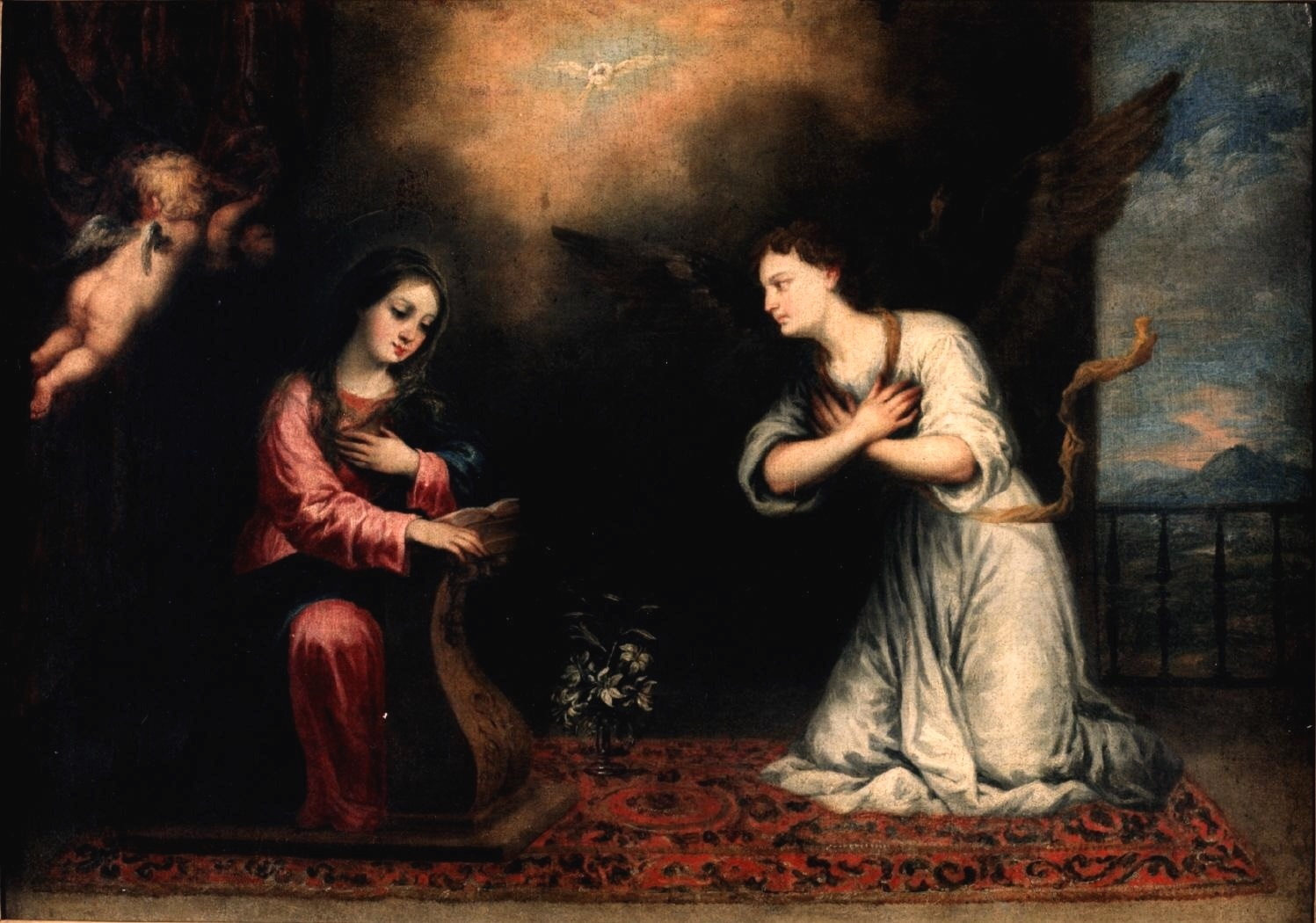
Alonso Cano, Mariae Verkündigung, Öl auf Leinwand, 60 × 85 cm, Mitte des 17. Jahrhunderts, Lázaro Galdiano Museum.

Obgleich Cano nie in Italien war, hatte er sich doch nach antiken Mustern gebildet. In seinen Gemälden zeigt er einen strengen Stil, der jedoch nicht der Anmut und Grazie entbehrt. Die meisten seiner durchweg religiösen Gemälde besitzt Sevilla; außerdem befinden sich mehrere im Museo del Prado in Madrid und in der Berliner Galerie.

## Werke (Auswahl)
Cano war in allen drei Bereichen begabt, wenngleich die Malerei etwas schwächer ausgeprägt war.
Malerei
- Hl. Jungfrau mit dem Kind in der Kathedrale in Sevilla
- eine Konzeption in der Sakristei von S. Isidro in Madrid
- Zyklus der sieben Freuden Mariae in der Kathedrale von Granada
- Rosenkranzmadonna in Malaga

Bildhauerei
- Statuetten der hl. Jungfrau
- Büste Adams am Triumphbogen der Capilla mayor in Granada
- Kruzifix in der Kathedrale in Segovia

Architektur
- Festdekoration am Triumphbogen in Madrid
- Fassade der Kathedrale in Granada

## Schüler
Zu den Schülern Canos gehörten unter anderem:
- Pedro Atanasio Bocanegra
- Pedro de Mena
- José de Mora (1642–1724)
- Juan Niño de Guevara (1632–1698)
- Sebastián Herrera Barnuevo (1619–1671)